# 永野彰一
永野 彰一（ながの しょういち、1990年7月21日 - ）は、日本の元プロ雀士、多数の資格取得者、不動産投資家、スーパーカーオーナーである。

## 来歴
早稲田大学高等学院卒業。早稲田大学法学部卒業。日本地震学会会員。

## 人物
中学生時代に悩んでいた際、自らを変える為に資格取得を開始し、高校卒業までに100の資格を取得している

。
資格取得にかかった費用600万円は、元手の15万円を株式投資によって殖やしたものであると説明している

。
投資家時代に開設していたブログでは、アクロディアの暴騰を事前に予測し、その事が雑誌に掲載されている
。
クラシックバレエのコンクールでは、数回入賞している。
『日経ビジネス』誌にて、各界で活躍する平成生まれの30人を集めたランキングで、24位にランクインする。
著書の中で、「学生向け情報提供サービスおよび学生団体支援を業務とする株式会社を設立し」たと述べている。
在学中は、「現存のサークルに親和性の薄い学生が集まりやすい環境づくり」を目指して、観光、フリーペーパー、政治、広告研究会、競馬、オールラウンド、イベント、学生連盟、高校生連盟など、100を超える学生団体を設立したと説明している。
2016年9月、長野県岡谷市に空き家を購入し、市内をはじめ、諏訪地域での学生支援活動に力を入れている。
居住する小平市では小学校の音楽講師を務め、自費で購入した楽器を寄付している。
不動産投資家として、福島県猪苗代町、新潟県柏崎市、三重県津市、新潟県佐渡市、岩手県盛岡市など全国に数百の山（山林）を所有し、電柱敷地料や送電塔線下補償料などを得ており、「山王」と呼ばれている。
週間SPA!にて「土地や山林を放置するだけで、サラリーマンの年収ほどの稼ぎを生み出す。」と紹介されている。
山投資における不法投棄などのリスクに対して「購入するのは裾野の部分、要するにほとんど平地です。これなら地滑りや土砂崩れの心配もありませんし、近隣に人家がなければ木や雑草の手入れも不要。元手はほぼゼロ、危険な傾斜地を避ければリスクもほとんどありません。」とし、「投資には、すべてリスクが伴います。しかし、私の人生哲学は、生きていればリスクはつきものというものです。何なら、車の運転や日々の仕事にもリスクはあります。地道に生きていくつもりでも、ある日突然会社がつぶれる可能性もゼロではない。それなら、ひたすら堅実に生きるより、人生を充実して過ごすためにリスクを取って何かに挑戦してみてもいいのではないでしょうか。」と述べている。
「子どものころから食べ物や住む家に困った経験」を活かし、ひとり親家庭などいわゆる「賃貸弱者」と呼ばれる人たちに、自らリフォームした数百軒の物件を貸し出している。
フェラーリポルトフィーノM、ランボルギーニ・アヴェンタドール、マクラーレン600LTスパイダーなど複数台のスーパーカーを所有している。
DMM.com亀山敬司会長との対談の中で、「稼げる分野を見つけたら、すぐオープンにして競争相手を見つけて、自らが戦わなければいけない状況をつくるため、ブルーオーシャンをレッドオーシャンに変えるのが趣味。」「この半年で軍用地を約1億円分買った。」と話している。

## 麻雀活動
大学入学と同時に麻雀を学び、19歳でプロ雀士となる（2012年現在では最年少）
。
元日本プロ麻雀連盟所属。元日本プロ麻雀協会所属。
「麻雀を知的競技として普及する」活動を行う学生麻雀部連合の創設者。都留文科大学などの競技麻雀部で相談役を務めた

。
東日本大震災後は避難所を巡り、麻雀牌とマットのセットを贈った。ある避難所では、閉鎖されるまで毎日のように使われたという
。
学生麻雀大会の全国大会にあたる全国学生麻雀選手権大会を学生麻雀部連合代表として主催するとともに、総合企画を担当
。
「麻雀が知的競技として認識されることで、全世代になじみ、最終的に認知症の予防に繋がれば」と考えて活動している。

## 主な免許
- 第二種大型自動車免許、大型特殊自動車免許、大型自動二輪車免許、牽（けん）引免許。
- 1級小型船舶操縦士、特殊小型船舶操縦士（水上オートバイ）、 特定小型船舶操縦士。
- 甲種危険物取扱者、測量士補、毒物劇物取扱責任者、甲種（1・2・3・4・5類）乙種（6・7類）消防設備士。
- エックス線作業主任者、ガンマ線透過写真撮影作業主任者、二級ボイラー技士、発破技士。
- 車両系建設機械運転者（整地・解体）、フォークリフト運転者、玉掛作業者、特定化学物質及び四アルキル鉛等作業主任者、酸素欠乏危険作業主任者、石綿作業主任者、ガス溶接作業主任者、石綿作業主任者、特別管理産業廃棄物管理責任者、甲種防火管理者[35]。

## 主な資格・検定
- 日商簿記検定2級、建設業経理士2級、2級ファイナンシャル・プランニング技能士、アロマテラピー検定1級。
- 銀行業務検定（証券3級・金融商品取引3級）、証券外務員2種、情報処理技術者（初級システムアドミニストレータ）。
- 応急手当普及員、自動体外式除細動器業務従事者、緊急即時通報現場派遣員[35]。

## 最年少資格
2012年2月1日現在、本人が取得したとしている資格の中で、自著により公開しているものは以下の通り
。
- 14歳
  - 特定高圧ガス取扱主任者（液化アンモニア）
- 15歳
  - 東京都公害防止管理者（2種）
  - 消防設備士甲種第4類
  - 認定電気工事従事者
- 16歳
  - ゼネラル設備管理技士
- 17歳
  - 小規模ボイラー取扱者
  - 東京都公害防止管理者（1種）
  - 資産査定主任者3級
  - 特別管理産業廃棄物管理責任者
  - 消防設備士甲種第5類
  - 防犯設備士
  - 冷媒回収技術者
  - 消防設備士甲種第1類

## 著作
- 『一生お金に困らない山投資の始め方』（ クロスメディア・パブリッシング、2022年1月、ISBN 978-4295406464）
- 『山王が教える1円不動産投資』（自由国民社、2022年5月、ISBN 978-4426128074）
- 『一生お金に困らない家投資の始め方』（ クロスメディア・パブリッシング、2022年11月、ISBN 978-4295407683）
- 『成功したければ行動しろ！永野彰一の成功哲学』（アルソス、2023年3月、978-4910512020）

- 『丸わかり 実家じまい』（みらいパブリッシング、2024年1月、978-4434332241）

- 『一生お金に困らない島投資の始め方』（ クロスメディア・パブリッシング、2024年8月、）ISBN 978-4295409977

- 共著
  - ワンダーライツ 編集『平成生まれの資格王が教える光速の暗記・勉強法』（TAC出版、2012年1月、ISBN 978-4813246381）

## 番組出演
- ホンマでっか!?TV（関西・フジテレビ系） - 2023年11月29日[36]